# Dolichopus comatus
Dolichopus comatus är en tvåvingeart som beskrevs av Friedrich Hermann Loew 1861. Dolichopus comatus ingår i släktet Dolichopus och familjen styltflugor. Inga underarter finns listade i Catalogue of Life.